# Helicoverpa zea
Espèce
Helicoverpa zea est une espèce d'insectes lépidoptères de la famille des Noctuidae originaire d'Amérique du Nord. La chenille, ou « ver de l'épi du maïs », se nourrit des épis de maïs dans lesquels elle creuse des galeries, ce qui en fait l'un des ravageurs les plus destructeurs des cultures de maïs aux États-Unis. Cette espèce polyphage attaque également d'autres cultures, notamment celles de la tomate et du cotonnier, d'où son nom américain de Cotton bollworm, en français « ver de la capsule du cotonnier » ou plus précisément « ver de la capsule du cotonnier du Nouveau Monde » (pour le distinguer du  « ver de la capsule du cotonnier de l'Ancien Monde » qui désigne une espèce proche parente, Helicoverpa armigera, plus connue sous le nom de noctuelle de la tomate.

## Description

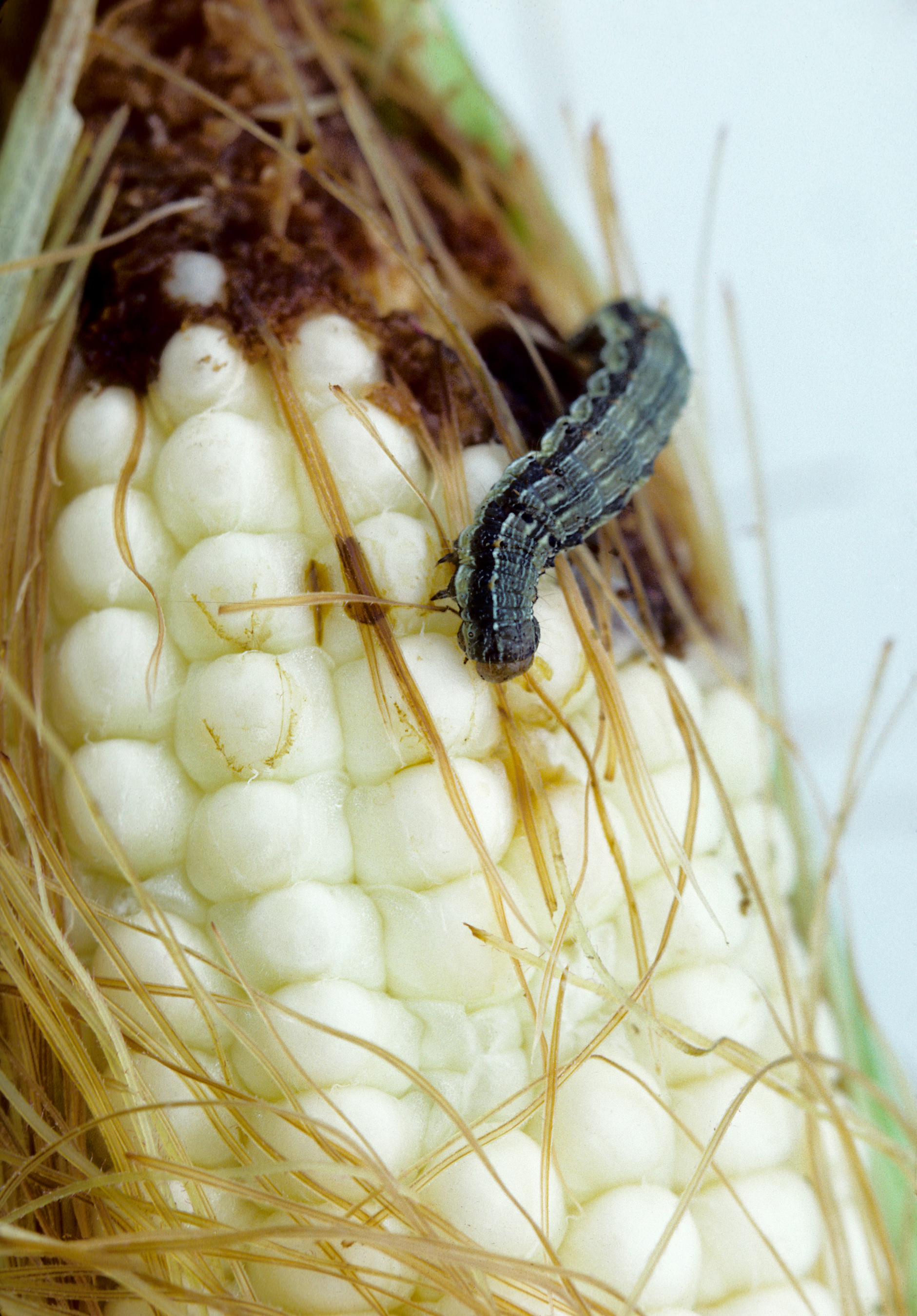
Ver de l'épi du maïs.

## Synonymes
- Bombyx obsoleta (Fabricius)
- Chloridea obsoleta (Fabricius)
- Helicoverpa obsoleta (Fabricius)
- Helicoverpa umbrosus (Grote)
- Helicoverpa stombleri (Okumura & Bauer)
- Heliothis zea
- Heliothis armigera auct.nec Huebner (Hübner)
- Heliothis ochracea ( Cockerell)
- Heliothis umbrosa ( Grote)
- Phalaena zea (Boddie, 1850)

## Hybridation
En 2018, deux chercheurs du CSIRO (Commonwealth Scientific and Industrial Research Organisation) ont découvert qu'au Brésil cette espèce s'est hybridée avec Helicoverpa armigera, donnant un insecte encore plus polyphage et super résistant aux insecticides, susceptible de ravager les cultures au niveau mondial s'il se répand.